# Zierliana oleacea
Zierliana oleacea là một loài ốc biển nhỏ, là động vật thân mềm chân bụng sống ở biển trong họ Costellariidae.

## Miêu tả
Loài này có kích thước giữa 20 mm and 35 mm

## Phân bố
Chúng phân bố ở Ấn Độ Dương dọc theo Aldabra Atoll; ở Thái Bình Dương Ocean dọc theo Philippines, miền đông Úc và Tahiti.

## Hình ảnh

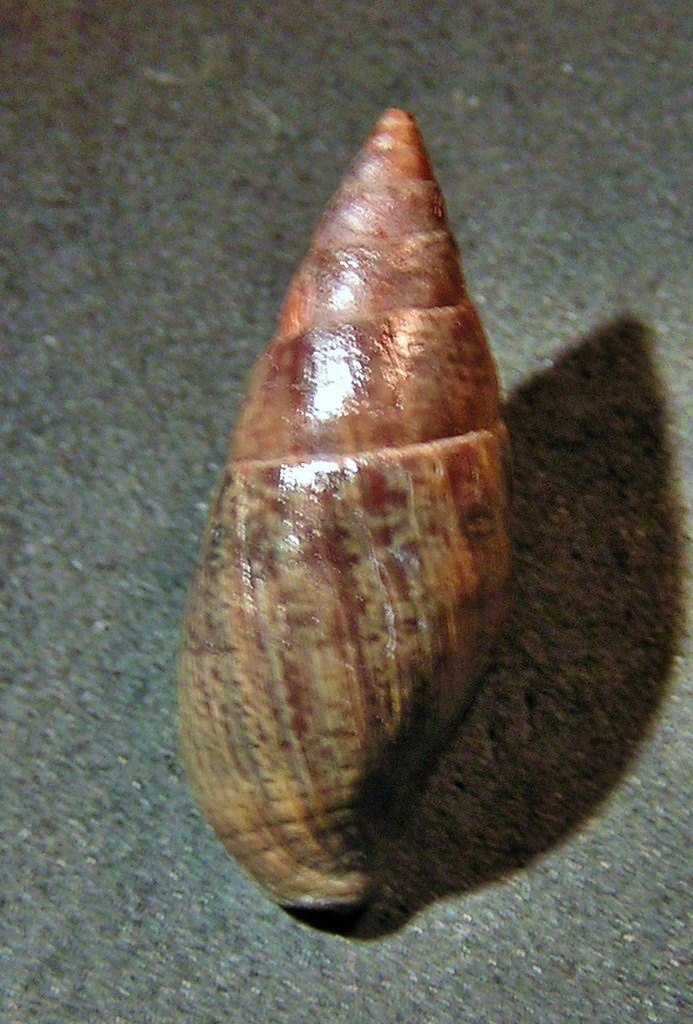